# Kildrummy Castle
Kildrummy Castle er ruinen af en borg fra middelalderen, som ligger nær Kildrummy i Aberdeenshire, Skotland. 
Selvom den i dag fremstår som en ruin, så er det en af de mest omfattende bevarede borge dateret til 1200-tallet i Skotland, og den var sæde for jarlerne af Mar. Den er et scheduled ancient monument og ejes af Historic Environment Scotland, der driver den som turistattraktion med parken omkring, der er inkluderet i  Inventory of Gardens and Designed Landscapes in Scotland.